# Can Baldiret
Can Baldiret és una masia gòtico-renaixentista de Bordils (Gironès) inclosa a l'Inventari del Patrimoni Arquitectònic de Catalunya.

## Descripció
És un conjunt rural format per un antic mas, una capella i un edifici destinat a magatzem i paller. La paret de tanca amb merlets que envolta les edificacions contribueix a crear en el seu interior un espai unitari prou remarcable. El mas és de planta irregular degut a algunes ampliacions posteriors que s'hi ha fet. Inicialment hauria estat estructurat en tres crugies, i desenvolupat en planta baixa, pis i golfes, que ocupen la part central de la coberta. Són molt remarcables les obertures gòtiques i renaixentistes existents al primer pis i la porta dovellada d'accés, sobre la qual hi ha una finestra gòtica geminada d'arquets trilobats. A la façana sud hi ha un rellotge de sol pintat amb data de 1839.
Les finestres estan situades a la façana sud del primer pis. Una, actualment convertida en porta que comunica amb una terrassa, és gòtica amb arc conopial i arquets. La resta són renaixentistes amb guardapols i suport esculpits en forma de petxines i àngels d'expressió goticitzant, una d'elles també és transformada en porta. Els ampits de les dues finestres són fets amb carreus ui acabats amb trencaaigües motllurat, també de pedra. A la llinda de la finestra amb petxina hi ha la data de 1629.

### Capella

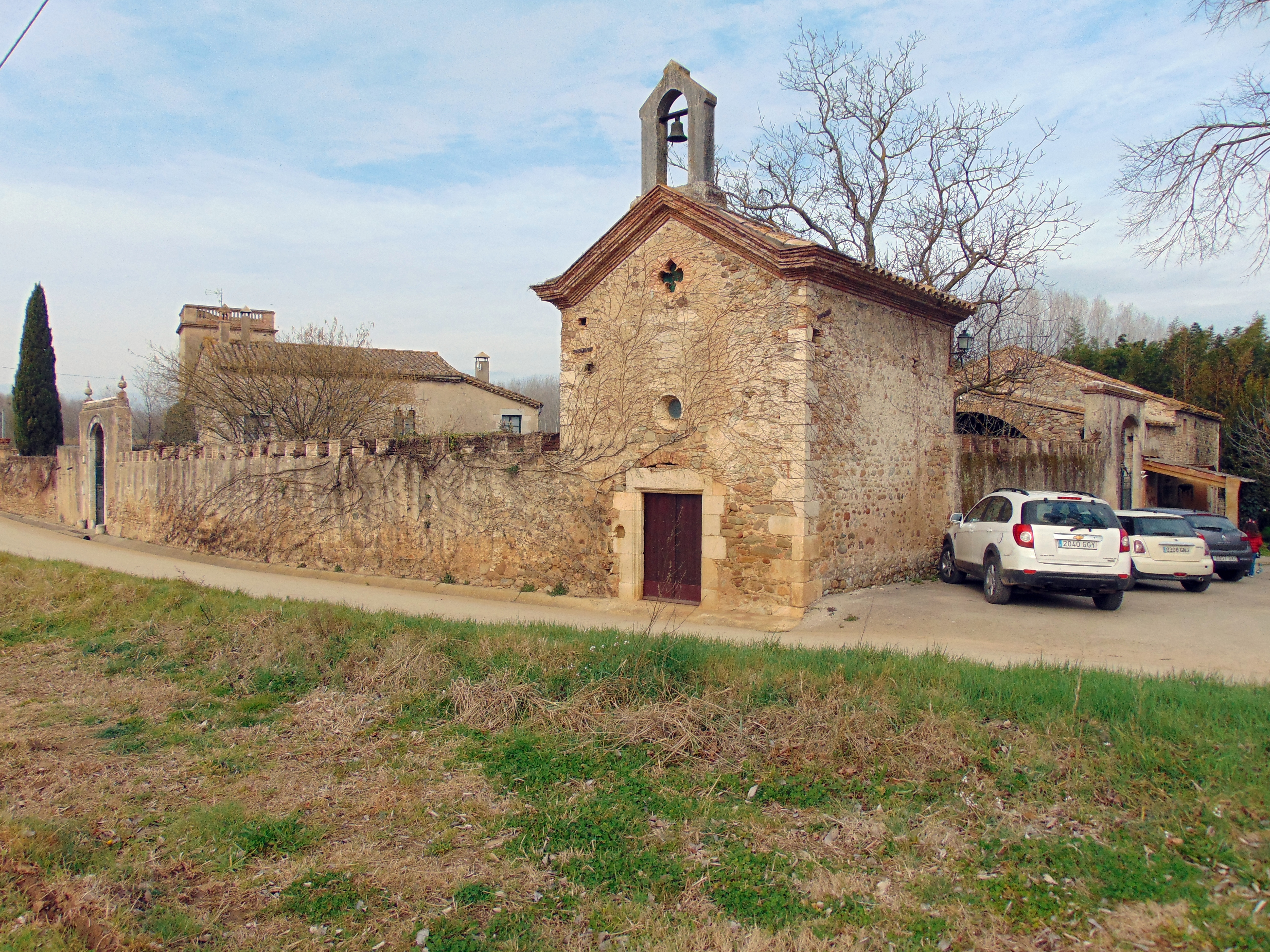

La capella és un edifici de nau única, planta rectangular i absis semicircular. Parets morterades amb carreus a les cantonades i acabades exteriorment amb arrebossat. La coberta és a dues vessants i està sostinguda per cairats i formada per llates, rajoles i teula àrab. Al principi de l'absis hi ha un cavall de fusta que sosté els cairats. La porta principal és emmarcada per carreus i llinda motllurats. A la banda esquerra de la porta hi ha un buidat a la pedra que serveix com a pica d'aigua.
A la llinda de la porta hi ha la data de 1669. A l'interior es conserva la tomba d'un militar francès que hauria mort en alguna de les últimes campanyes de l'exèrcit francès.

### Porxo
El porxo és un edifici de planta rectangular format per dos cossos que es comuniquen a través d'una porta. El primer cos presenta un gran arc de mig punt construït amb rajols a plec de llibre i carreus ben tallats en els arrencaments. La coberta és feta a dues vessants amb cairats d'una sola tirada i perpendiculars a la façana principal, llates i teula àrab. Les parets són de maçoneria amb carreus a les cantonades.